# Прокофьев, Олег Андреевич
Олег Андреевич Прокофьев (Пустой шаблон {{ВД-Преамбула}} ) — российский хоккеист, защитник.

## Биография
Играл в российских командах высшей и первой лиг «Мечел-2» Челябинск (2001/02 — 2005/06, 2007/08), «Мечел» Челябинск (2005/06, 2007/08), «Металлург» Серов (2006/07, 2008/09), «Кедр» Новоуральск (2010/11). Провёл 21 матч в чемпионате Казахстана-2009/10 за «Бейбарыс» Атырау.
Серебряный призёр хоккейного турнира зимней Универсиады 2007 года.